# Micromonde
Pour le logiciel, voir MicroMondes (logiciel).
Un micromonde est le nom donné à un environnement informatique particulier, où l'utilisateur, et particulièrement, l'enfant, est mis dans une situation de grande autonomie. Les micromondes appartiennent au cadre des réflexions sur les méthodes de pédagogie active, et ils sont l'un des objets d'étude des EIAH (environnements informatiques pour l'apprentissage humain).

## Genèse
À la fin des années soixante, les théories béhavioristes qui ont largement prévalu jusque-là, sont profondément remises en cause par les avancées de la psychologie du développement. À la suite de personnes comme James Baldwin ou Jean Piaget, le processus de formation des connaissances est revu et l'idée que la connaissance relève d'une construction individuelle se développe. Piaget base ainsi sa théorie sur l'idée qu'on construit ses connaissances à partir de la reconceptualisation d'expériences vécues, théorie qui va prendre le nom de constructivisme avec Jerome Bruner.
Inspirés par le travail de Piaget d'une part et leurs expériences en intelligence artificielle d'autre part, des gens comme Seymour Papert ou Marvin Minsky se sont rapidement posés la question de savoir quelle place pouvait avoir l'ordinateur dans cette démarche constructiviste : il n'était plus temps de proposer à l'enfant un apprentissage programmé, celui-ci devait devenir véritablement acteur de la construction de ses connaissances.
« Dans bien des écoles aujourd'hui, « enseignement assisté par ordinateur » signifie que l'ordinateur est programmé pour enseigner à l'enfant. On pourrait dire que l'ordinateur sert à programmer l'enfant. Dans ma vision des choses, l'enfant programme l'ordinateur et, ce faisant, acquiert la maîtrise de l'un des éléments de la technologie la plus moderne et la plus puissante, tout en établissant un contact intime avec certaines des notions les plus profondes de la science, des mathématiques, et de l'art de bâtir des modèles intellectuels. »
Papert cite ainsi très souvent John Dewey, dont la conception de l'éducation est fondée sur l'activité des apprenants et l'analyse de ses besoins et de ses intérêts plus que sur une organisation détaillée et préalable des connaissances à apprendre. La connaissance n'apparaît plus seulement comme la somme d'un certain nombre de compétences élémentaires, mais comme la valeur ajoutée issue de l'agrégation de multiples concepts.
Cette vision avait besoin d'être concrétisée en informatique, et Papert et Minsky conçoivent alors, en 1972, le langage de programmation Logo. Plus qu'un simple langage, le Logo s'apparente à un environnement de programmation complet, doté d'une partie graphique dans laquelle on peut interagir dynamiquement avec un objet, la tortue, et d'une partie textuelle, l'éditeur de programme. L'idée de cet outil est d'offrir aux enfants un grand espace de liberté, facilement accessible, et dans lequel ils pourront exprimer leurs idées et en explorer les conséquences.
Le Logo a fortement influencé la communauté EIAH au sens large et consacre l'expression « micromonde » pour décrire des environnements basés sur l'expérimentation et l'autonomie de l'enfant. De multiples micromondes ont depuis vu le jour, plus ou moins spécialisés dans un domaine.

## Objectifs des micromondes

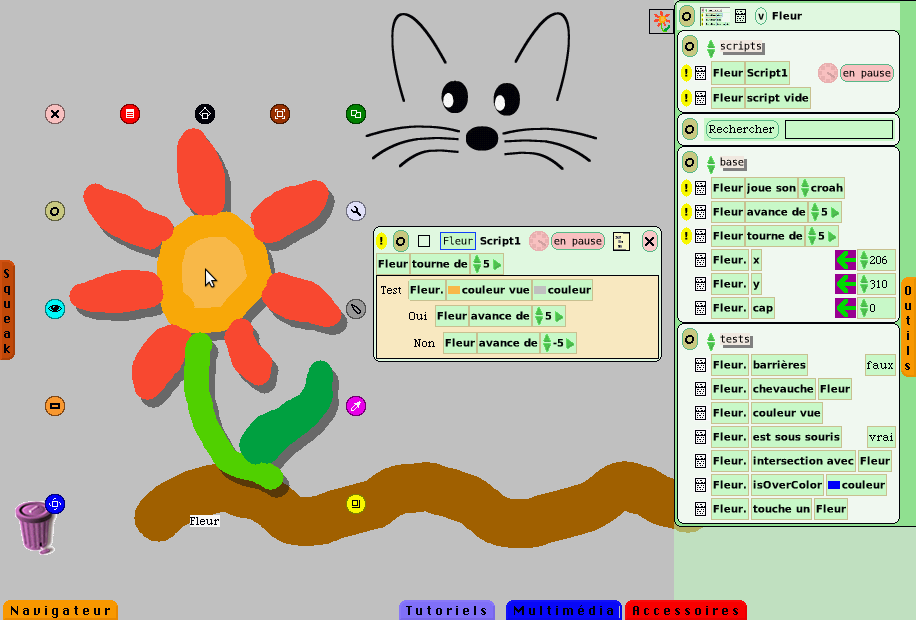
Capture d'écran de l'environnement Squeak

De l'ordinateur-outil, on passe à l'ordinateur-médiateur (qui permet d'exprimer et donc d'agir sur ses modèles de représentation).
D'après Bruillard, « dans l'apprentissage par la programmation, les langages utilisés sont un moyen, le but étant de construire quelque chose. Il s'agit, pour l'apprenant, de traduire ses intuitions sous la forme d'un programme. Il convient de trouver une forme de communication entre l'élève et la machine qui ne perturbe pas trop les apprentissages visés. On peut penser à une interface transparente (dans le sens immédiat, sans obstacle) ou suffisamment cohérente avec les objets manipulés. L'expression de Papert, « outil pour penser avec » correspond bien à cette dernière idée. » 
Pour que ce fonctionnement se concrétise, Bruillard énumère un certain nombre de caractéristiques importantes : tout d'abord, ces langages doivent être faciles à apprendre et faciles à utiliser, ce qui induit une certaine proximité avec une classe de problèmes, mais peut constituer par ailleurs une limitation s'il est nécessaire d'apprendre une nouvelle syntaxe pour aborder une nouvelle classe de problèmes. Ensuite, l'interactivité et l'extensibilité (c'est-à-dire la possibilité d'enrichir le langage de base, de travailler sur des couches successives, on pourrait penser à la métaphore du réseau) semblent être importantes. L'apprenant doit pouvoir contrôler la conséquence de ses actions, suivre une démarche naturelle et contrôlable en utilisant une syntaxe proche de la langue naturelle. Une liste de problèmes et d'activités intéressants doit pouvoir être proposée (scénarios pédagogiques) et la structure du langage considéré doit correspondre aux objets manipulés. Enfin, au-delà de certaines facilités de mise en œuvre, le langage doit offrir une puissance suffisante, en intégrant des concepts efficaces de programmation.

## L'évolution des micromondes
Les micromondes ont pendant longtemps été influencé par le langage Logo et le micromonde de géométrie créé initialement par Papert. Pendant une très grande période, les micromondes sont donc restés étroitement lié au domaine mathématique et à ses dérivés dont la physique.

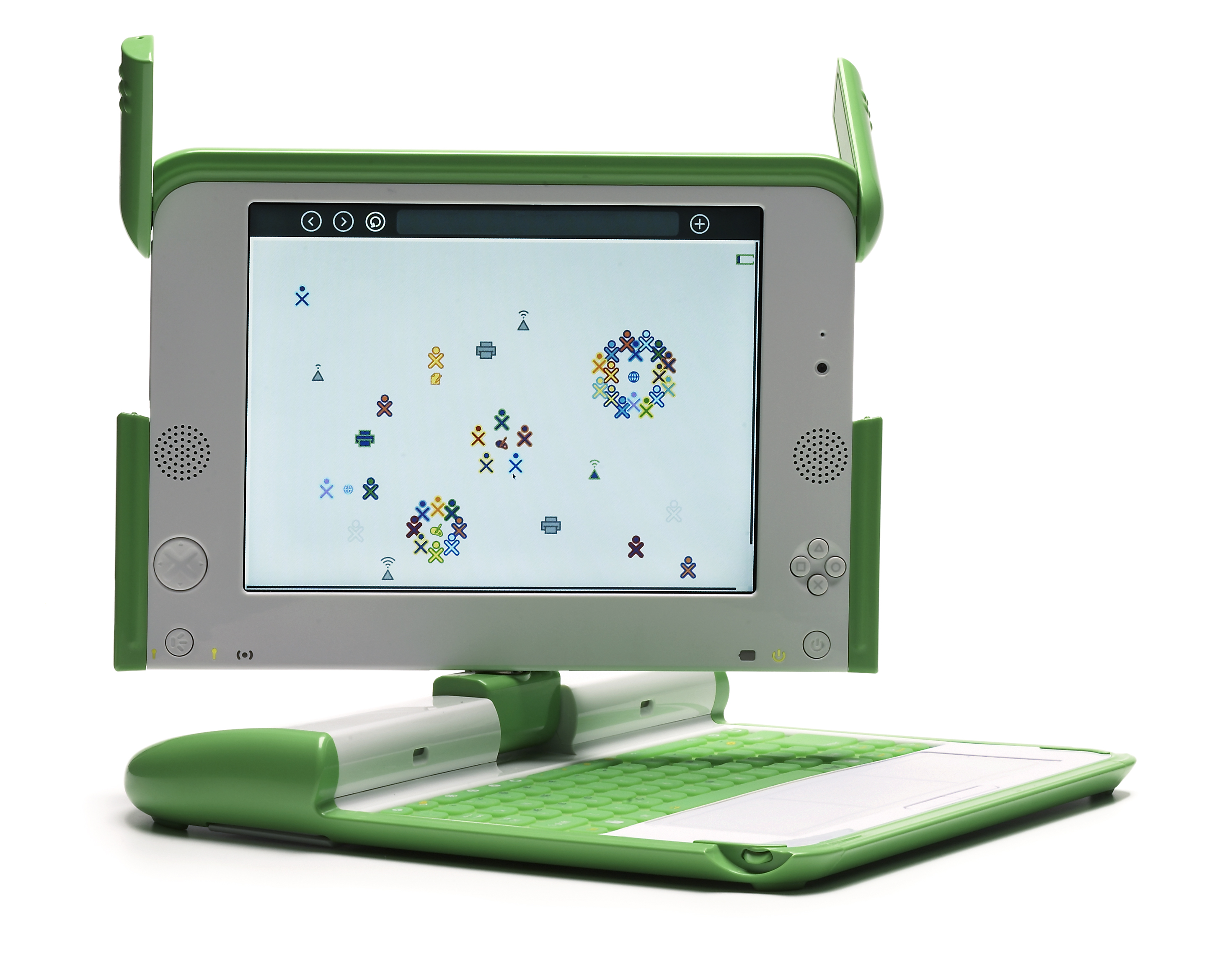
Le portable XO-1 de la fondation OLPC

En 2008, le micromonde le plus significatif en termes d'utilisation sur le terrain est Squeak, descendant lointain de Logo, développé autour du langage Smalltalk par Alan Kay notamment. Sa diffusion a été fortement accélérée par le projet XO-1 de la fondation OLPC. L'un des autres micromondes célèbre au sein du système éducatif français est Cabri-Géomètre : c'est un environnement d'apprentissage de la géométrie, où l'enfant peut très facilement construire des figures en faisant intervenir toutes sortes de notions comme le parallélisme, la tangence, etc.
Ces dernières années, cependant, plusieurs recherches ont exploré de nouvelles possibilités pour les micromondes. Mavrikis et coll. (2013) ont testé ce concept pour enseigner l’algèbre, Clary et Wandersee (2014) ont testé ce concept pour enseigner la biologie, Wang et coll. (2018) ont testé ce concept pour l’enseignement des mathématiques (Chiung-Wen, Ho et Chueh, 2019).
Toutefois, il reste encore de nombreuses recherches à mener. Martinho Costa et al. (2020) ont suggéré plusieurs pistes à explorer pour les futures recherches sur les micromondes. Parmi leurs propositions on retrouve le fait d’allonger la durée d’utilisation, de tester la différence d’effet entre l’utilisation de la méthode d’apprentissage constructionniste et celle d’autres méthodes d’apprentissage ainsi que le fait de tester de manière quantitative l’effet du micromonde sur l’acquisition des compétences. Chiung-Wen, Ho et Chueh (2019), pour leur part, proposent de comparer les effets de l’utilisation du micromonde selon l’âge des participants et le niveau des apprenants.

## Limites des micromondes
- La conception d'un micromonde demande une expertise dans 3 domaines : l'éducation, l'informatique et un domaine d'application. Elle implique donc de faire appel à une équipe pluridisciplinaire, ce qui déformera un peu la vision de chaque domaine. Il serait donc préférable qu'une seule personne soit chargée de la conception du micromonde, mais de tels experts sont rares.
- La motivation de l'apprenant est au cœur de la méthode d'apprentissage constructiviste, car on rend l'apprenant responsable de son apprentissage. La façon la plus simple pour garder l'apprenant motivé est de retombé dans le modèle traditionnel d'enseignement centré sur l'enseignant dans lequel on donne comme rôle à l'enseignant de fournir une motivation extrinsèque à l'apprenant. Toutefois, en agissant ainsi, on perd complètement la vision de Papert et le micromonde redevient un outil qui sert d'exemple plutôt qu'un environnement d'apprentissage. Heureusement, l'utilisation d'outils informatique perçus comme utiles et satisfaisant favorise la création d'une motivation intrinsèque pour l'apprenant (Valverde-Berrocoso et coll., 2020)[5]. La difficulté reste donc de réussir à créer un micromonde qui sera perçu comme tel.

- Le micromonde, seul, devient très vite stérile, de la même manière que la meilleure terre ne donnera jamais de blé si on n'y met pas de graines. Ceci sous-entend que pour qu'un tel type d'environnements informatiques pour l'apprentissage humain soit intéressant, il demande un travail important de préparation de situations à explorer. Ensuite, le micromonde permet à l'enfant de mener ses investigations, mais il n'apporte pas, intrinsèquement, de connaissances. Si l'utilisateur dispose d'un environnement idéal pour construire des raisonnements, se créer des schèmes et des représentations, la « matière première » reste essentielle, et il faut réfléchir en amont aux moyens de l'amener.

Plus généralement, les critiques exprimées à l'égard des principes de la pédagogie active s'appliquent au modèle pédagogique sous-tendu par les micromondes.

## Influence dans le monde de l'éducation
Sujets à critiques pour certains de leurs aspects, les micromondes ont été et sont toujours, d'une certaine manière, le symbole dans le monde informatique des théories de l'éducation nouvelle. Ils portent notamment cette vision de l'éducation où l'enfant est « l'auteur de ses connaissances » qu'il construit à partir de l'expérimentation.
L'influence et l'impact réel de ces environnements dans l'éducation a été variable, mais Logo et Cabri, deux outils utilisés à large échelle, ont été (et sont toujours pour Cabri) indéniablement des vecteurs d'une certaine vision de l'éducation à l'école, dont on a parlé plus haut.
Par ailleurs, le projet XO-1 de la fondation OLPC, qui propose une version adaptée de Squeak sur son ordinateur portable à 100$, a donné, depuis 2006, un nouvel élan très important à l'environnement Squeak, puisque ce sont des millions d'enfants à travers le monde qui utilisent désormais cet outil dans le cadre de l'école.

#### Les micromondes
- Le langage Logo (avec des liens vers de nombreuses implémentations du Logo)
- Le logiciel de géométrie dynamique Cabri Géomètre
- L'environnement Squeak
- Le logiciel propriétaire MicroMondes

#### Les personnes influentes dans l'univers des micromondes
- Seymour Papert
- Alan Kay
- Evgenia Sendova